# Brent Hayden
Brent Hayden (Maple Ridge, 21 ottobre 1983) è un ex nuotatore canadese.

## Palmarès
- Giochi olimpici

Londra 2012: bronzo nei 100m sl.
- Mondiali

Montreal 2005: argento nella 4x100m sl e nella 4x200m sl.
Melbourne 2007: oro nei 100m sl e bronzo nella 4x200m sl.
Shanghai 2011: argento nei 100m sl.
- Giochi PanPacifici

Yokohama 2002: bronzo nella 4x100m sl e nella 4x100m misti.
Victoria 2006: oro nei 100m sl, argento nella 4x100m sl e nella 4x200m sl e bronzo nei 50m sl.
Irvine 2010: argento nei 100m sl e bronzo nei 50m sl.
- Giochi del Commonwealth

Manchester 2002: bronzo nella 4x100m sl e nella 4x100m misti.
Melbourne 2006: argento nei 50m sl, bronzo nei 200m sl, nella 4x100m sl e nella 4x100m misti.
Delhi 2010: oro nei 50m sl e nei 100m sl.

## Primati personali
I suoi primati personali in vasca da 50 metri sono:
- 50 m stile libero: 21"73 (2009)
- 100 m stile libero: 47"27 (2009)
- 200 m stile libero: 1'46"40 (2008)

I suoi primati personali in vasca da 25 metri sono:
- 100 m stile libero: 45"56 (2009)
- 200 m stile libero: 1'40"80 (2009)

## International Swimming League
| Stagione 2020  | Stagione 2021  |
| -------------- | -------------- |
| Toronto Titans | Toronto Titans |